# Federação de Futebol do Estado de Rondônia
De Federação de Futebol do Estado de Rondônia (Nederlands: Voetbalfederatie van de staat Rondônia) werd opgericht in 1943 en controleert alle officiële voetbalcompetities in de staat Rondônia. De federatie vertegenwoordigt de voetbalclubs bij de overkoepelende CBF en organiseert sinds 1945 het Campeonato Rondoniense. 
Acre · Alagoas · Amapá · Amazonas · Bahia · Ceará · Espírito Santo · Federaal District · Goiás · Maranhão · Mato Grosso · Mato Grosso do Sul · Minas Gerais · Pará · Paraíba · Paraná · Pernambuco · Piauí · Rio de Janeiro · Rio Grande do Norte · Rio Grande do Sul · Rondônia · Roraima · Santa Catarina · São Paulo · Sergipe · Tocantins